# Рогозін Дмитро Олегович
Дмитро́ Оле́гович Рого́зін (рос. Рогозин Дмитрий Олегович; нар. 21 грудня 1963, Москва, РРФСР) — російський політик, неонацист, радіоведучий та пропагандист.
Директор Роскосмосу з 24 травня 2018 року до 15 липня 2022 року. Засновник та голова військової групи «Царські вовки».
Колишній представник Росії в НАТО, колишній депутат Держдуми Росії. Заступник голови уряду РФ, відповідальний за військово-промисловий комплекс (2011—2018). Після анексії Криму Росією фігурант санкції, які передбачають заборону на в'їзд в США, Канаду, країни ЄС Швейцарію та Австралію, а також замороження активів, які перебувають на цих країнах.
Деякі оглядачі визначають Рогозіна як російського націоналіста та відвертого нациста, у минулому співголову партії «Родіна», котру звинувачували у розповсюджені ксенофобських настроїв в Росії.
Фігурант бази даних центру «Миротворець».

## Біографія

### Освіта

Країни, в яких Рогозін під санкціями

Народився 21 грудня 1963 в Москві в родині Рогозіна Олега Костянтиновича та Рогозіної (Прокоф'євої) Тамари Василівни. Батько працював в Міністерстві Оборони СРСР, генерал-лейтенант у відставці, професор, науковий співробітник РАН. Мати, пенсіонерка, у минулому — лікар-стоматолог.
Рогозін вчився в спеціалізованій московській школі № 59 з поглибленим вивченням французької мови, після закінчення котрої поступив на міжнародне відділення факультету журналістики Московського державного університету. У 1985 році протягом 5 місяців був на переддипломній практиці на Кубі, де вивчав методи американської і кубинської пропаганди в засобах масової інформації і кіно. У 1986 році після закінчення університету працював у Комітеті молодіжних організацій (КМО) СРСР під егідою комсомолу.
З серпня 1990 року працював президентом гуманітарно-освітньої спілки «Апріорі». З 1990 по серпень 1993 року був віцепрезидентом акціонерного товариства «РАУ-корпорація». У травні 1990 року Рогозін організував Асоціацію молодих політичних діячів СРСР (з 1991 — Росії) «Форум-90» і двічі обирався її президентом. У лютому 1991 р. вступив в Конституційно-демократичну партію — Партію народної свободи (КДП-ПНС), а в червні того ж року був обраний заступником голови партії. Під час спроби перевороту ГКЧП підтримав президента Єльцина, стояв в оточенні біля Білого Дому.
У минулому Рогозін виступав з промовами на нацистських мітингах та відправляв фашистські салюти, тримаючи плакати білих націоналістів на публіці.

### Політична діяльність
У лютому 1992 року був заступником голови правління Російських народних зборів, заснованих націоналістичними організаціями Росії. У квітні того ж року заснував «Союз відродження Росії», ставши членом його політради. Вже восени 1992 року політрада була перетворена на «Оргкомітет Союзу відродження Росії», а 30 січня 1993 року на установчій конференції Рогозін був обраний одним із співголів Союзу. У березні 1993 став засновником та головою Конгресу російських громад, який мав представляти інтереси російських і російськомовних жителів країн «ближнього зарубіжжя». У 1995 р. від цього конгресу балотувався до Держдуми, але не подолав бар'єр у 5 %. На довиборах в Думу 23 травня 1997 р. балотувався у Воронезькій області і став депутатом, приєднався до фракції «Російські регіони». 23 квітня 1997 р. обраний заступником голови Комітету Держдуми Росії у справах національностей. На наступних виборах у вересні 1999 р. був знову обраний депутатом і у 2000 р. увійшов до складу депутатської групи «Народний депутат»; пізніше того ж року очолював Комітет держдуми з міжнародних справ.
У 2001 р. Рогозін був обраний заступником голови «Народної партії» РФ. Ініціював законопроєкти про визнання незалежності Абхазії, виступав проти співпраці Росії з Радою Європи. Указом президента РФ в липні 2002 р. був призначений спецпредставником президента у Калінінградській області. У 2003 р. вступив до Національно-патріотичного союзу «Родіна» і вже в вересні цього ж року балотувався від цієї партії до Держдуми, був обраний і на засіданні фракції партії висувався кандидатом на посаду віцеспікера думи. У 2004 р. працював у Комітеті держдуми з міжнародних справ. Пізніше, за власним визнанням, перейшов у опозицію до «Єдиної Росії». Дмитра Рогозіна та «Родіну» було жорстко розкритиковано за використання ксенофобських передвиборних рекламних роликів партії — Федерація єврейських громад Росії звинуватила партію у поширенні фашизму в суспільстві, а мер Москви Лужков назвав її чорносотенною. Попри це, партія балотувалася на виборах 2005 р. його батько Олег Костянтинович Рогозін був обраний депутатом від Івановської області.
У 2006 р. проти партії «Родіна» почалася справжня кампанія — її знімали з виборів у регіонах Росії за постановою судів та за порушення виборчого законодавства. Того ж року Рогозін вийшов із складу керівництва партії «Родіна», а в квітні 2007 р. оголосив про створення нової партії «Велика Росія», до якої ввійшли колишні члени «Родіни», «Конгресу російських громад» та ДПНІ. У керівних органах партії Рогозін участі не брав, однак мав намір балотуватися від неї до Державної думи. 9 січня 2008 р. указом Путіна був призначений представником Росії при НАТО у Брюсселі.
23 вересня 2023 року губернатор тимчасово окупованої росіянами Запорізької області Євген Балицький призначив Рогозіна «сенатором».

## Інциденти
8 травня 2014 року літаку, яким Рогозін летів до тимчасово окупованого Придністров'я, було заборонено перетинати повітряний простір України, і він вимушений був летіти через Болгарію та Румунію. Наступного дня Румунія також закрила для цього літака свій повітряний простір через введення персональних санкцій з боку Європейського союзу, а сам Рогозін заявив, що наступного разу летітиме на Ту-160, а також додав, що вилітає попри заборону. Літак і справді перетнув кордон України, але за деякий час він повернувся до Кишинева, що відбулось, за інформацією російських ЗМІ, за допомогою двох українських МіГ-29. Згодом також рейсовим літаком повернулись й інші представники делегації Російської Федерації.
21 грудня 2022 року під час святкування власного дня народження Дмитро дістав поранення в ресторані «Шеш-беш» у окупованому Донецьку, нібито після обстрілу з боку України.

## Санкції
17 березня 2014 року щодо Рогозіна, серед інших російських і українських політиків, були введені санкції за публічні заклики до анексії Криму, які передбачають заборону на в'їзд до США, Канади, країн ЄС, Швейцарії та Австралії, а також арешт активів, які перебувають на територіях цих країн. Рогозін заявив, що ні рахунків, ні нерухомості за межами Росії не має.
29 грудня 2015 року СБУ оголосила Рогозіна персоною нон грата в Україні, йому заборонили в'їзд до країни.
З 21 червня 2018 року Рогозін знаходиться в санкційному списку України.
Наприкінці жовтня 2018 року НАСА запросило Рогозіна відвідати США. Це було спробою зберегти відносини, проте під тиском критики з боку сенаторів на початку січня 2019 року директор Джим Брайденстайн скасував візит.